# وست کانکورد (مینه‌سوتا)
وست کانکورد، مینه‌سوتا (به انگلیسی: West Concord, Minnesota) یک شهر در ایالات متحده آمریکا است که در شهرستان دوج واقع شده‌است.

## خصوصیات
وست کانکورد ۲٫۷۵ کیلومترمربع مساحت و ۷۸۲ نفر جمعیت دارد و ۳۷۵ متر بالاتر از سطح دریا واقع شده‌است.